# 5212-es mellékút (Magyarország)
Az 5212-es mellékút egy bő 16,5 kilométeres hosszúságú, négy számjegyű mellékút Bács-Kiskun vármegye északi részén; Kunbaracs községet köti össze a legközelebbi szomszédaival, Ladánybenével és Kerekegyházával.

## Nyomvonala
Az 5202-es útból ágazik ki, majdnem pontosan annak az 52. kilométerénél, Ladánybene központjának déli részén. Délnyugati irányban indul, és alig 200 méter után ki is lép a belterületről, onnantól a községhez tartozó tanyavilágban húzódik. A 4. kilométerén túljutva Kunbaracs határai közé ér, majd 6,7 kilométer után, e falu északi szélét elérve délkeleti irányba fordul. Mintegy másfél kilométernyi belterületi szakasza következik, ahol Kossuth Lajos utca néven húzódik végig Kunbaracs házai közt, majd újból külterületek közt folytatódik.
Körülbelül 11,5 kilométer után átszeli Kerekegyháza határát, nem sokkal azután találkozik az 5211-es úttal, amely Lajosmizse központjától húzódik Kunszentmiklós felé, itt délnyugati irányt követve. Szűk egy kilométernyi közös szakaszuk következik, ugyancsak délnyugati irányban, majd kettéválnak, s mindkét út visszatér a korábban követett irányához. Az 5212-es út kevéssel a 15, kilométere előtt éri el Kerekegyháza belterületét, ahol a Baracsi utca nevet veszi fel. Később, egy-egy iránytörést követően Zrínyi utca, majd Fő utca lesz a neve, utóbbi néven ér véget, a kisváros központjában, beletorkollva az 5214-es útba, annak a 8+850-es kilométerszelvénye közelében.
Teljes hossza, az országos közutak térképes nyilvántartását szolgáló kira.gov.hu adatbázisa szerint 16,718 kilométer.

## Települések az út mentén
- Ladánybene
- Kunbaracs
- Kerekegyháza